# Pantà de Vallvidrera
El pantà de Vallvidrera és una presa que es troba dins del terme municipal de Barcelona, en el barri de Vallvidrera, a la capçalera de la riera de Vallvidrera, el curs d'aigua més important de la serra de Collserola, i recull les pluges d'un territori de prop de 135 hectàrees d'aquesta serralada.

## Història
La construcció del pantà de Vallvidrera començà el 1850 amb l'objectiu de garantir el subministrament d'aigua a l'aleshores municipi de Sarrià. La societat Campañá y Compañía de Sarrià havia excavat anteriorment una mina des d'un embassament camperol a l'altra banda de la muntanya, construint un túnel en línia recta i amb un mínim pendent, de 1.290 m, que més endavant s'anomenaria Mina Grott. La presa de l'embassament, formada per terres compactades, s'havia fet malbé per les riuades i la seva precària construcció. La societat Capañá y Cia va encarregar l'arquitecte Elies Rogent i Amat la reparació de la presa, però aquest va considerar que calia fer-ne una de nova. L'obra es va iniciar el 1850 i es va acabar el 1860, però no fou inaugurat fins al 1864.
L'abastament d’aigua a Sarrià va durar fins a l'any 1927, però va seguir proveint aigua a altres poblacions del Vallès. A partir dels anys 60, però, l'abandonament va fer que la vegetació cobrís l'obra, al mateix temps que la presència de sediments van fer disminuir notablement la capacitat d'embassament. Entre el 2005 i el 2006 va ser reformat íntegrament com a lloc de passeig i per tal de preservar la fauna i la flora, ja que conté una població destacada d'amfibis, entre els quals destaca l'espècie de granota reineta (Hyla meridionalis).

## Descripció
Està format per un mur de contenció còncau fet de maó massís que, alhora, fa de passera. Les seves dimensions en la coronació són de 50 metres de longitud, 3 d'amplada i 15 d'alçada, podent arribar a embassar fins a uns 18.000 m³, en una làmina màxima d'aigua de 7.780 m² i una profunditat màxima de 4,6 m. La presa és un exemple excepcional de presa de gravetat. És considerada una obra mestra de l'enginyeria hidràulica del segle XIX.

## Casa del Guarda
Construïda al mateix temps que el pantà, la Casa del Guarda és un edifici situat al llit de la riera, de planta baixa i pis, dissenyat en estil eclèctic pel mateix Rogent. És un edifici aïllat de planta sensiblement quadrada, de parets de pedra i ceràmica massissa. Des d'aquí surt una galeria que ressegueix la base del dic. La casa ha estat restaurada i rehabilitada com a espai d'interpretació del pantà.

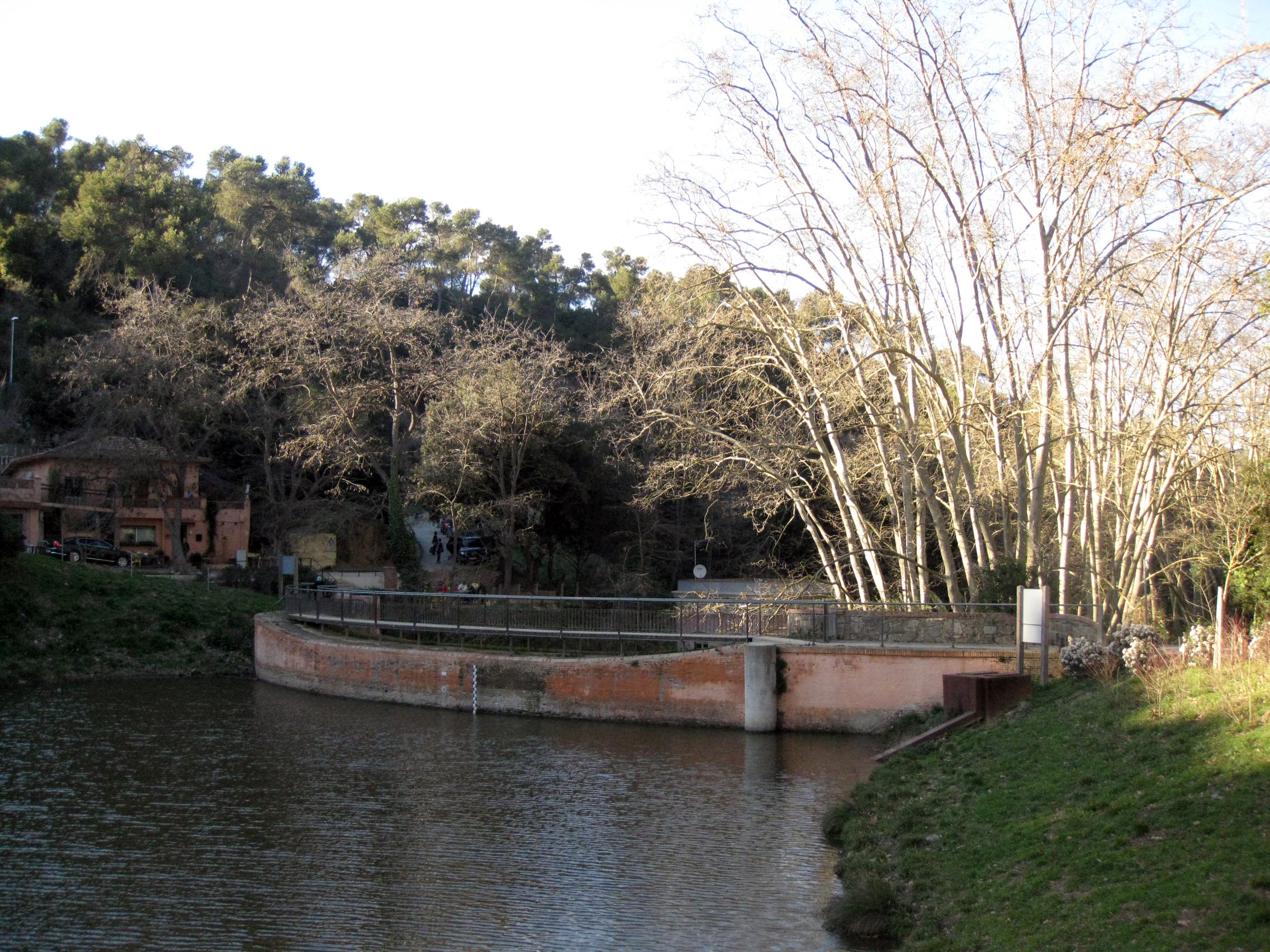
Vista del pantà
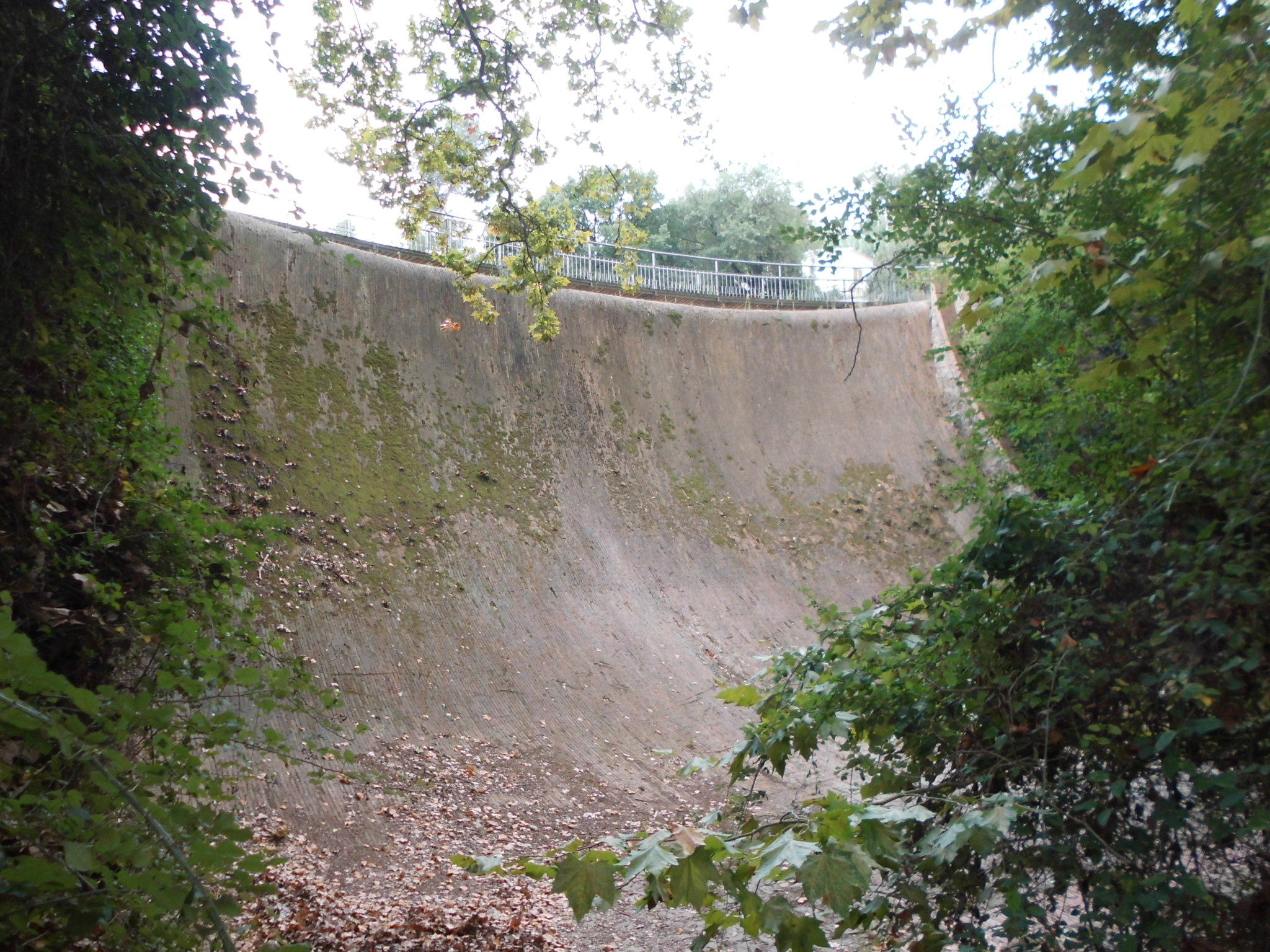
Presa
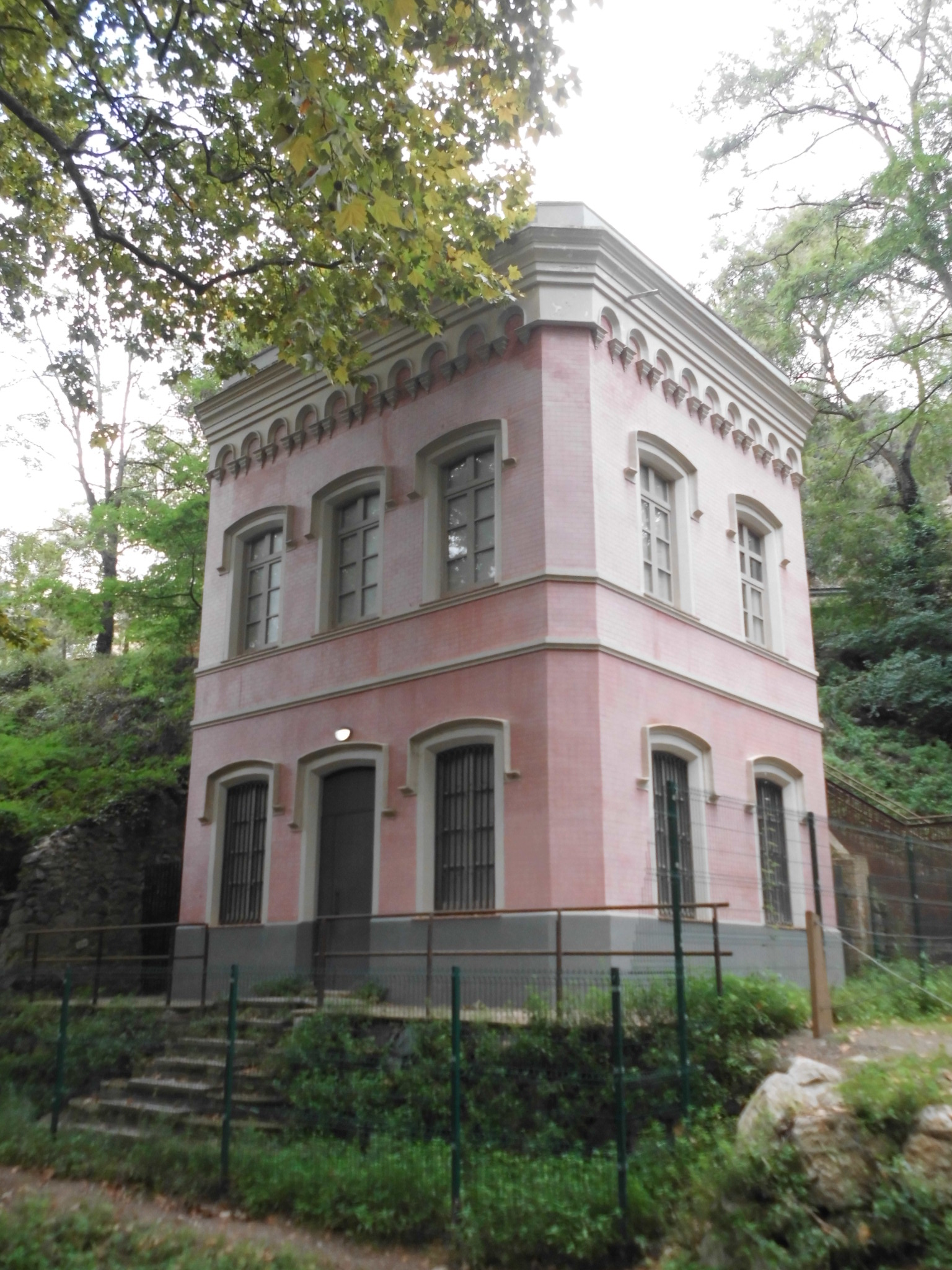
Casa del guarda